# بیضای اردبیلی
میرزاصادق (متولد ۱۲۲۶ شمسی، اردبیل) از شاعران ایرانی است.

## زندگی‌نامه
متخلص به بیضا ازشاعران معاصر اردبیل است.
در سال ۱۲۲۶ شمسی دراردبیل متولد گردید. او شغل تجارت داشته و به وارد و صادر نمودن پوست اشتغال می‌ورزید.
اشعارش غالباً به زبان ترکی آذری و در مدایح ومرثیه ثرایی اهل بیت بوده‌است. درگفته‌هایش ذوق عرفانی به چشم می‌خورد؛ و به گفته یکی از نوادگانش خود بیضا درایام بیماری مشرف به موتش سروده‌هایش راکه با مرکب نوشته شده بوده‌است درظرف آبی ریخته وشسته‌است.
با این حال جسته گریخته ازاشعاراودر یادداشت‌های دیگران باقی‌مانده‌است. دو بیت زیر نمونه‌ای از اشعار ترکی اوست. بیضاء در تفسیر قرآن شریف، نهج البلاغه و آثار گرانپایه متقدرفسمیحسن
مین از قبیل: سنائی، عطار، خاقانی، سعدی، حافظ، مولوی، فضولی و سایر قلمداران عرصه شعر و ادب و عرفان مطالعات عمیقی داشته، در کنار این ذخایر و گنجینه‌های قنا ناپذیر علوم بیان و کلام، عروض و بدیع و قافیه، فلسفه و منطق و النهایه آنچه را که در پرورش روح بلند یک شاعر عارف ضرورت دارد به خوبی فرا گرفته‌است. می‌گویند مرحوم بیضاء به دلیل احاطه به علوم اسلامی و مسائل فقهی، گاهی اوقات وکالت اشخاص را قبول و در دعاوی مطروحه در محاکم از حقوق موکلین خود دفاع می‌کرده‌است.

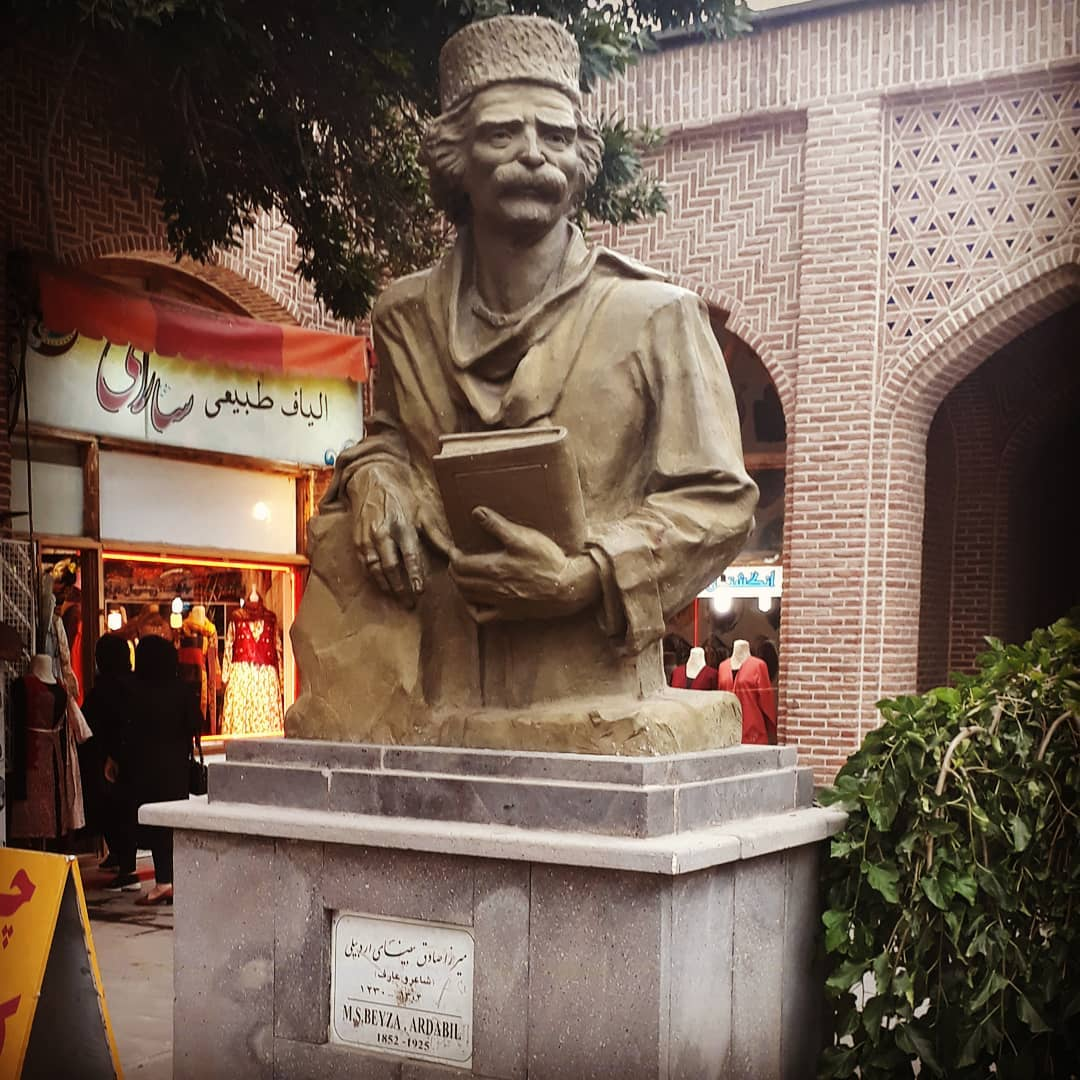
تندیس بیضای اردبیلی اثر استاد ودود مؤذن زاده

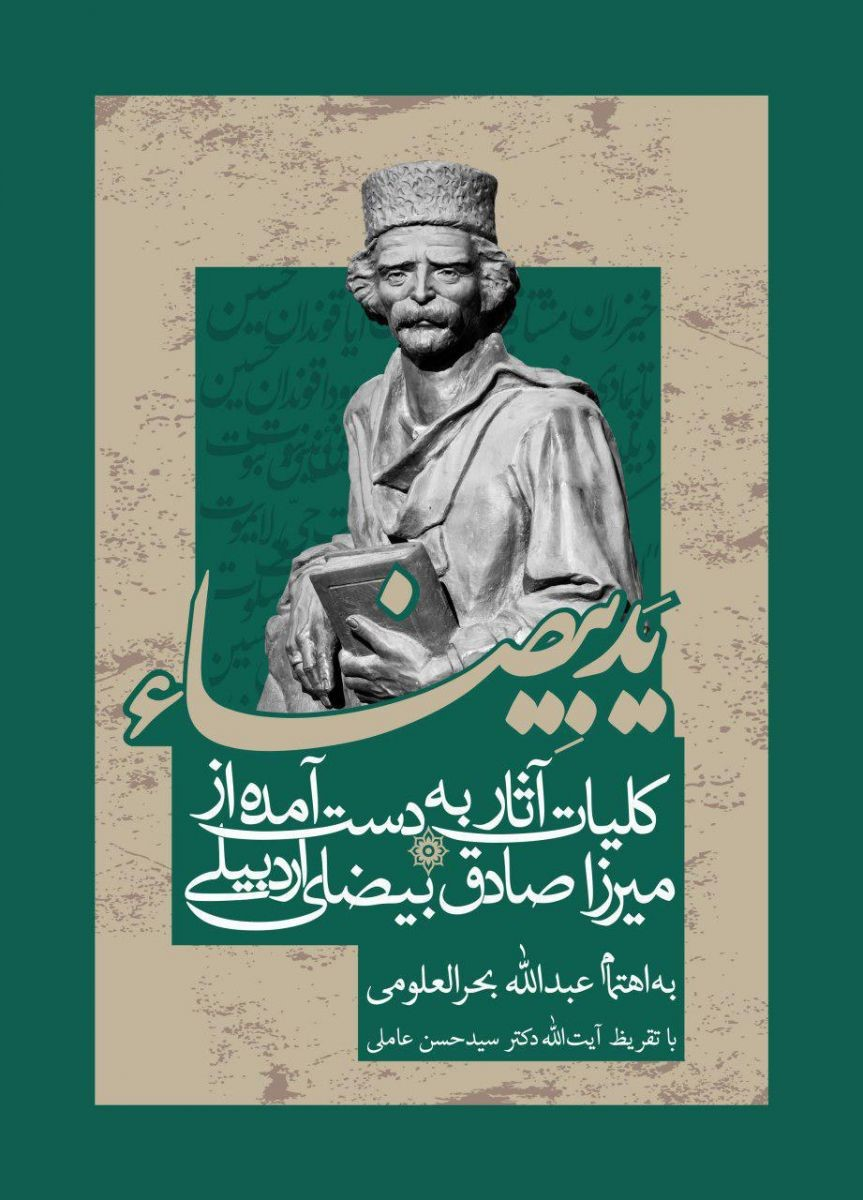
ید بیضا: کلیات آثار به دست آمده از میرزا صادق بیضای اردبیلی/به اهتمام عبدالله بحرالعلومی.

## دربارهٔ آثار
دیوان شعرش با نام (کلام بیضای اردبیلی) در ۵۱۰ صفحه از سوی چند تنی از علاقه‌مندانش گرد آوری و با همت هیئت اردبیل‌شناسی و صندوق قرض‌الحسنه مهدیه با یک پیشگفتار و سه مقدمه در خرداد سال ۷۴ چاپ و منتشر گردید.

## مرگ
بیضادر سال ۱۳۰۱ شمسی در زادگاهش اردبیل در سن ۷۵ سالگی درگذشت، جسمش در کنار قبرستان بقعه شیخ صفی الدین اردبیلی (آرامگاه شهدای جنگ چالدران) دفن گردید.

## نمونه‌ای از اشعارش
| قضا کاتبلری دنیا ائوین غمخانه یازمیشلار |  | فراغت ایسته سه هرکس اونی دیوانه یازمیشلار |

| خلیله حکم اولوندی یوخسا تابون کسمه قربانی |  | بو قربانی ازل گوندن شه مردانه یازمیشلار |

## رونمایی از کتاب بیضاء اردبیلی در تهران
روز سه شنبه ۱۶ مهرماه در تالار سوره حوزه هنری از کتاب بیضاء اردبیلی با نام «ید بیضاء» با حضور چهره‌های برجسته علمی و فلسفی در تهران برگزار گردید.